# Gran Diccionario de Náhuatl
Das Gran Diccionario de Náhuatl (Abk. GDN), „Großes Nahuatl-Wörterbuch“, ist ein von der Universidad Nacional Autónoma de México (UNAM) herausgegebenes kollektives und sich stetig erweiterndes Online-Werk, das auf Ideen der Linguisten Sybille de Pury und Marc Thouvenot vom Centre d'Etudes Linguistiques Indigènes d'Amérique Latine (CELIA) am Centre national de la recherche scientifique (CNRS) zurückgeht. Es präsentiert Wörterbücher aus vier Jahrhunderten Nahuatl-Geschichte einerseits in ihrer Originalform und bringt sie andererseits in einer normalisierten (Nahuatl) und modernisierten (Spanisch) Form in Beziehung zueinander.
Das GDN erstreckt sich über verschiedene Wörterbücher verschiedener Autoren aus verschiedenen Epochen, vom Arte para aprender la lengua mexicana aus dem Jahr 1547 von Fray Andrés de Olmos bis zum Wörterbuch von Mecayapan aus dem Jahr 2002. Bis zum Jahr 2014 waren knapp 240.000 Wort-Einträge aus 23 Wörterbüchern erfasst.